# Dubleanî, Sambir
Dubleanî (în ucraineană Дубляни) este o așezare de tip urban din raionul Sambir, regiunea Liov, Ucraina. În afara localității principale, nu cuprinde și alte sate.

## Demografie
Componența lingvistică a așezării de tip urban Dubleanî
     Ucraineană (99,1%)
     Alte limbi (0,62%)
Conform recensământului din 2001, majoritatea populației așezării de tip urban Dubleanî era vorbitoare de ucraineană (99,1%), existând în minoritate și vorbitori de alte limbi.